# Maurissa Tancharoen
Maurissa Tancharoen Whedon est actrice, chanteuse, danseuse scénariste et parolière américaine née le 28 novembre 1975. 
Elle est principalement connue pour être la cocréatrice, productrice exécutive et scénariste de la série Agents of S.H.I.E.L.D. avec Jed Whedon et Joss Whedon.

## Carrière
Elle a coécrit Dr. Horrible's Sing-Along Blog dans lequel elle est apparue en tant que la Groupie #1, ainsi que dans le commentaire audio musical présent dans le DVD ; elle y chante la rareté des rôles non-stéréotypés, à la télévision comme au cinéma, pour les acteurs d'origine asiatique.
Elle a aussi été la voix chantée de Zelda dans le second épisode de la seconde saison de The Legend of Neil, une parodie basée sur la saga de jeux vidéo The Legend of Zelda, et participé au clip parodique de The Guild "(Do You Wanna Date My) Avatar" en tant que choriste et danseuse.
Tancharoen a été scénariste pour les séries Dollhouse et Drop Dead Diva.
Elle a vendu son premier scénario en 2001 à Revolution Studios. Il s'agissait de l'histoire de deux agents du FBI d'origine asiatique enquêtant sur la piste d'un gang à Los Angeles en travaillant sous couverture dans une épicerie.
Maurissa Tancharoen a en outre incarné le personnage d'une active appelée Kilo dans Dollhouse, et elle a coécrit avec Jed Whedon les paroles de « Remains », chanson qu'elle a interprétée pour le treizième épisode de la première saison intitulé Epitaph One.

## Vie privée

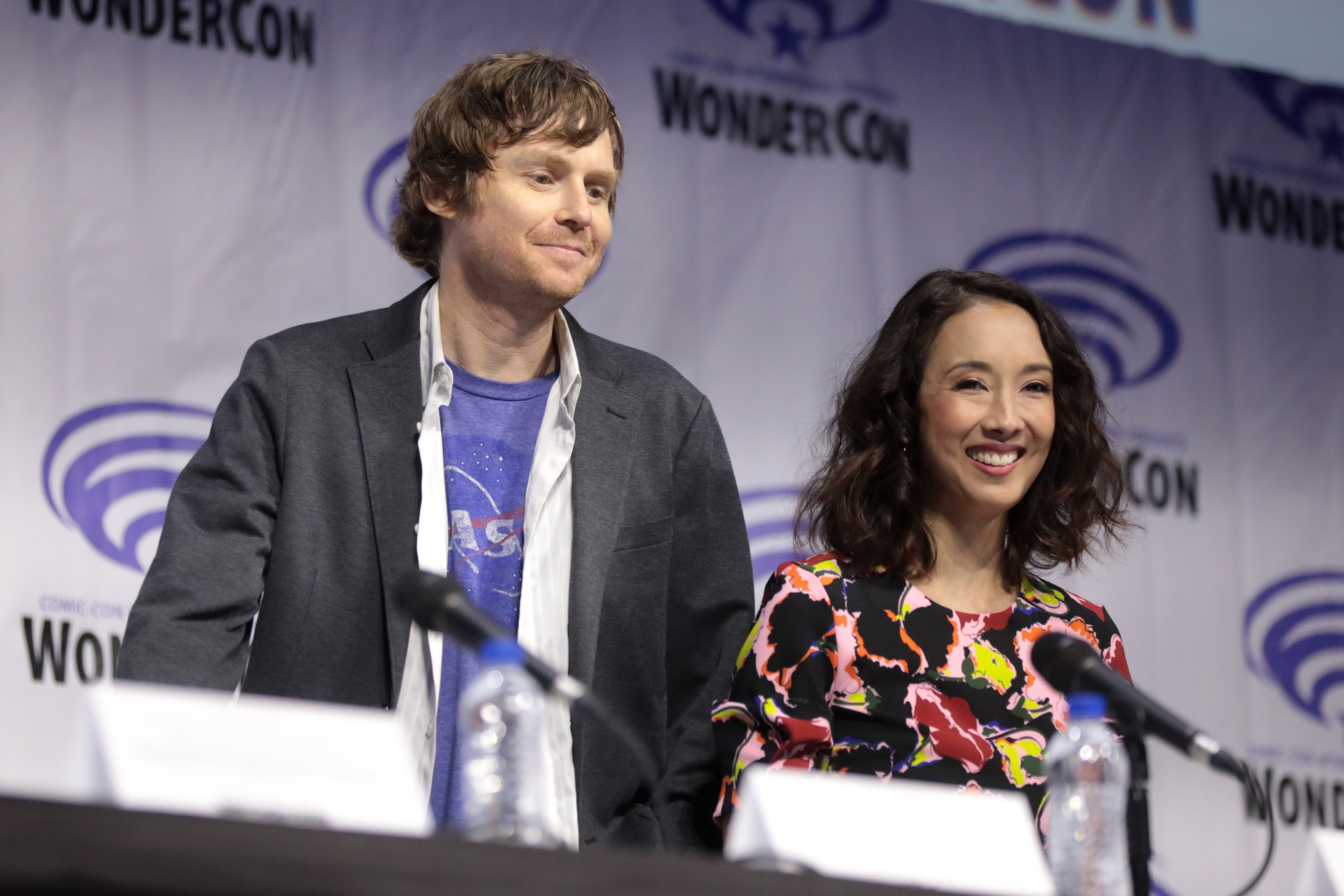
Jed Whedon et Maurissa Tancharoen s'exprimant lors de la WonderCon 2019, pour "Marvel's Agents of SHIELD", au Anaheim Convention Center à Anaheim, en Californie.

Maurissa Tancharoen est une Américaine d'origine asiatique. Elle a étudié à l'Occidental College où elle a écrit deux pièces de théâtre qui ont été récompensées par le prix littéraire Argonaut & Moore. Kevin Tancharoen, son frère, est connu pour avoir réalisé le remake de Fame.
Le 19 avril 2009, elle s'est mariée avec Jed Whedon, l'un des frères de Joss Whedon.

## Récompenses

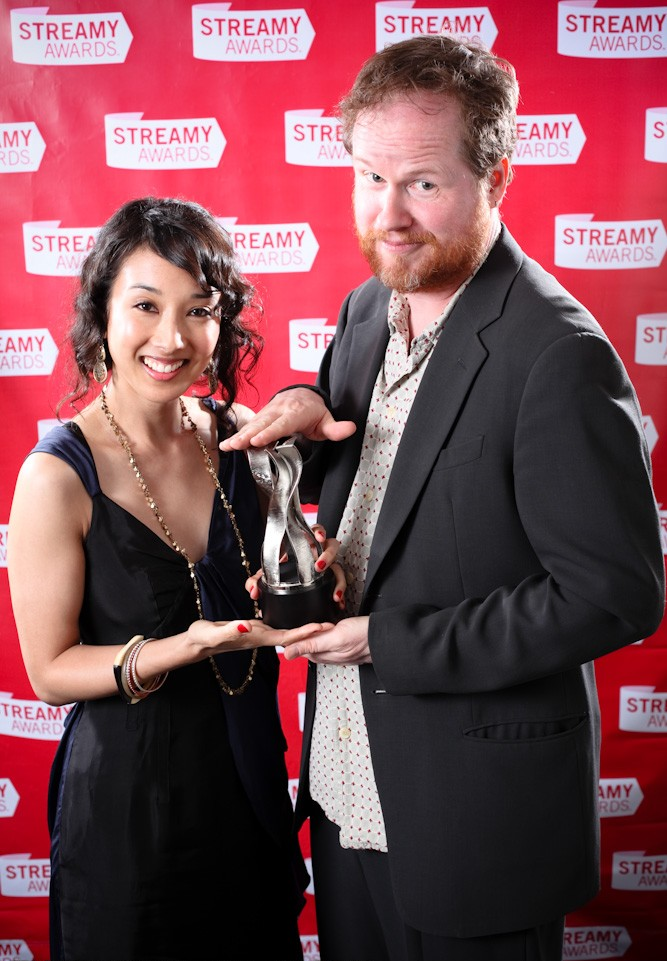
Maurissa Tancharoen avec Joss Whedon en 2009

En 2009, Maurissa a gagné le Streamy Award pour le meilleur scénario d'une websérie comique (Best Writing for a Comedy Web Series) pour Dr. Horrible's Sing-Along Blog.